# Gonia setifacies
Gonia setifacies är en tvåvingeart som först beskrevs av Brooks 1944.  Gonia setifacies ingår i släktet Gonia och familjen parasitflugor. Inga underarter finns listade i Catalogue of Life.